# Hossein Tavakkoli
Hossein Tavakkoli (n. 10 ianuarie 1978, Mahmudabad⁠(d), Mazandaran Province⁠(d), Iran) este un halterofil ce a reprezentat Iran, medaliat olimpic. A participat la o ediție a Jocurilor Olimpice (2000) în care a câștigat o medalie de aur.